# Yoshio Tanaka
Yoshio Tanaka (Iida, 27 settembre 1838 – 22 giugno 1916) è stato un botanico giapponese.

## Biografia
Nel 1867 partecipò all'Esposizione universale di Parigi dove presentò i suoi insetti. Al rientro in Giappone, organizzò diverse mostre sui suoi esemplari. Nei primi anni del Meiji, fece parte dell'Ufficio di scienze naturali del Ministero della pubblica istruzione.

## Onori

### Eponimi
Genere
- (Saxifragaceae) Tanakaea Franch. & Sav.[1]
- (Acanthaceae) Strobilanthes tanakae J.R.I.Wood[2]
- (Apiaceae) Carum tanakae Franch. & Sav.[1]
- (Asclepiadaceae) Vincetoxicum tanakae Franch. & Sav.[1]
- (Asteraceae) Cirsium tanakae Matsum.[1]
- (Brassicaceae) Cardamine tanakae Franch. & Sav.[1]
- (Caryophyllaceae) Silene tanakae Maxim.[3]
- (Celastraceae) Euonymus tanakae Maxim.[3]
- (Chenopodiaceae) Chenopodium tanakae Murr[4]
- (Ericaceae) Rhododendron tanakae (Maxim.) Ohwi[5]
- (Lamiaceae) Scutellaria tanakae Franch. & Sav.[1]
- (Lauraceae) Beilschmiedia tanakae Hayata[6]
- (Leguminosae) Lathyrus tanakae Franch. & Sav.[1]
- (Loranthaceae) Loranthus tanakae Franch. & Sav.[1]
- (Poaceae) Eulalia tanakae Honda[7]
- (Primulaceae) Lysimachia tanakae Maxim.[3]
- (Rosaceae) Neillia tanakae Franch. & Sav.[1]
- (Rutaceae) Citropsis tanakae Swingle & Kellerm.[8]
- (Symplocaceae) Bobua tanakae (Matsum.) Masam.[9]